# Morales (Izabal)
Morales (en honor a Próspero Morales, exministro de Guerra y Fomento) es un municipio del departamento de Izabal, localizado a 55 km de la ciudad de Puerto Barrios y a 244 km de la Ciudad de Guatemala en la región nor-oriente de la República de Guatemala. Es el segundo municipio más pequeño que tiene el departamento de Izabal superando únicamente a Puerto Barrios.
Morales se encuentra a 50 km de la cabecera departamental de Puerto Barrios. El municipio colinda al norte con el lago de Izabal, al oeste con Los Amates, al este con Puerto Barrios, y al sur con la república de Honduras. El municipio de Morales tiene una extensión territorial de 1295 km². Tiene un total de nueve aldeas y cincuenta y seis caseríos.
El 22 de noviembre de 1896 se inauguró el tramo de Zacapa a Puerto Barrios del Ferrocarril del Norte. En ese entonces el Norte de Guatemala era una región no explorada y la construcción de la línea férrea era el inicio de la explotación industrial y comercial de la región. Para 1910, Morales era solo un pequeño conglomerado de ranchos de manaca construidos en medio de la selva a la orilla de la línea férrea, pero ya para 1920, el presidente Carlos Herrera creó el municipio de Morales por el desarrollo que había tenido; para entonces, la United Fruit Company había recibido una generosas concesión territorial de parte del presidente Estrada Cabrera  y había plantaciones bananeras de Morales y Los Amates. Cuando una huelga estalló en la región y el gobierno de Herrera no apoyó a la compañía frutera, esta apoyó un golpe de Estado del general José María Orellana en 1921, quien rápidamente reprimió a los miembros de los sindicados y retornó la tranquilidad a las operaciones bananeras.
La cabecera municipal de Morales está dividida en dos grandes sectores: Morales y Bananera, la cual era el centro operacional de la United Fruit Company y que se construyó a pesar de que las lluvias eran copiosas y diarias, formando el ambiente propicio para el desarrollo de enfermedades como el paludismo y la fiebre amarilla.  Por estas causas, en sus principios la UFCO contrató trabajadores de raza morena de países del Caribe.
En 1970, Morales pasó a formar parte de la Franja Transversal del Norte, fue creada oficialmente durante el gobierno del general Carlos Arana Osorio para el establecimiento de desarrollo agrario.

## Toponimia
El municipio fue nombrado en honor al licenciado y coronel Próspero Morales, quien fungió como ministro de la Guerra y de Fomento del presidente José María Reina Barrios entre 1892 y 1898, quien era originario del departamento de San Marcos.  Próspero Morales nunca vivió en Morales ni en ninguna región de Izabal, pero contribuyó grandemente con el esfuerzo que había impulsado el presidente Reina Barrios de construir el Ferrocarril del Norte de Guatemala.
Morales era esposo de la célebre profesora guatemalteca Natalia Górriz vda. de Morales y participó en la Revolución quetzalteca en contra de la pretensión del presidente José María Reina Barrios de extender su mandato hasta 1902 luego del colapso de la economía guatemalteca, y murió en 1898, tras luchar en la región de San Marcos en contra del gobierno del licenciado Manuel Estrada Cabrera, sucesor de Reina Barrios tras el asesinato de éste el 8 de febrero de 1898.

## Geografía física
El municipio de Morales cuenta con una gran cantidad de ríos, quebradas, y riachuelos. También contiene accidentes geográficos como cerros y montañas.
| N.º | Río           | N.º | Río             | N.º | Río         |
| --- | ------------- | --- | --------------- | --- | ----------- |
| 1.  | Ánimas        | 9.  | Bobos del jute  | 17. | Creek Zarco |
| 2.  | Chinamito     | 10. | Motagua         | 18. | Cacao       |
| 3.  | Juyamá        | 11. | San Francisco   | 19. | Río Frío    |
| 4.  | Plátanos      | 12. | Champona        | 20. | Creek Negro |
| 5.  | Blanco        | 13. | Virginia        | 21. | Silvino     |
| 6.  | Chiquito      | 14. | Boca ancha      | 22. | Cucharas    |
| 7.  | Las Conchas   | 15. | Encantado negro | 23. | El Jute     |
| 8.  | San Francisco | 16. | Santa Rosa      | 24. | Creek Pablo |
| 8.  | San Francisco | 16. | Santa Rosa      | 25. | Tenedores   |

### Clima
La cabecera municipal de Morales tiene clima tropical (Köppen: Af) y su cabecera municipal está a 48 m s. n. m.
| Parámetros climáticos promedio de Morales | Parámetros climáticos promedio de Morales | Parámetros climáticos promedio de Morales | Parámetros climáticos promedio de Morales | Parámetros climáticos promedio de Morales | Parámetros climáticos promedio de Morales | Parámetros climáticos promedio de Morales | Parámetros climáticos promedio de Morales | Parámetros climáticos promedio de Morales | Parámetros climáticos promedio de Morales | Parámetros climáticos promedio de Morales | Parámetros climáticos promedio de Morales | Parámetros climáticos promedio de Morales | Parámetros climáticos promedio de Morales |
| Mes                                       | Ene.                                      | Feb.                                      | Mar.                                      | Abr.                                      | May.                                      | Jun.                                      | Jul.                                      | Ago.                                      | Sep.                                      | Oct.                                      | Nov.                                      | Dic.                                      | Anual                                     |
| ----------------------------------------- | ----------------------------------------- | ----------------------------------------- | ----------------------------------------- | ----------------------------------------- | ----------------------------------------- | ----------------------------------------- | ----------------------------------------- | ----------------------------------------- | ----------------------------------------- | ----------------------------------------- | ----------------------------------------- | ----------------------------------------- | ----------------------------------------- |
| Temp. máx. media (°C)                     | 27.5                                      | 29.0                                      | 31.3                                      | 32.7                                      | 33.0                                      | 32.6                                      | 31.4                                      | 31.9                                      | 32.1                                      | 30.7                                      | 28.4                                      | 27.7                                      | 30.7                                      |
| Temp. media (°C)                          | 23.7                                      | 24.4                                      | 26.2                                      | 27.5                                      | 28.2                                      | 28.1                                      | 27.4                                      | 27.6                                      | 27.8                                      | 26.6                                      | 24.8                                      | 24.0                                      | 26.4                                      |
| Temp. mín. media (°C)                     | 19.9                                      | 19.8                                      | 21.1                                      | 22.3                                      | 23.4                                      | 23.7                                      | 23.5                                      | 23.4                                      | 23.5                                      | 22.5                                      | 21.3                                      | 20.3                                      | 22.1                                      |
| Precipitación total (mm)                  | 157                                       | 81                                        | 75                                        | 72                                        | 137                                       | 276                                       | 309                                       | 254                                       | 303                                       | 244                                       | 231                                       | 187                                       | 2326                                      |
| Fuente: Climate-Data.org                  |                                           |                                           |                                           |                                           |                                           |                                           |                                           |                                           |                                           |                                           |                                           |                                           |                                           |

### Ubicación geográfica
Los límites de Morales son los siguientes:
- Norte: Puerto Barrios, municipio del departamento de Izabal
- Oeste: Lago de Izabal y Los Amates, municipio del departamento de Izabal
- Este, sur y sureste: República de Honduras[14]

|                                                                        | Norte: Puerto Barrios, municipio del departamento de Izabal |                                |
| Oeste: Lago de Izabal Los Amates, municipio del departamento de Izabal |                                                             | Este: República de Honduras    |
|                                                                        | Sur: República de Honduras                                  | Sureste: República de Honduras |

## Gobierno municipal
Los municipios se encuentran regulados en diversas leyes de la República, que establecen su forma de organización, lo relativo a la conformación de sus órganos administrativos y los tributos destinados para los mismos.  Aunque se trata de entidades autónomas, se encuentran sujetos a la legislación nacional y las principales leyes que los rigen desde 1985 son:
| N.º | Ley                                                | Descripción |
| --- | -------------------------------------------------- | --- |
| 1   | Constitución Política de la República de Guatemala | Tiene una regulación legal específica para los municipios en los artículos 253 al 262. |
| 2   | Ley Electoral y de Partidos Políticos              | Ley de carácter constitucional aplicable a los municipios en el tema de la conformación de sus autoridades electas. |
| 3   | Código Municipal                                   | Decreto 12-2002 del Congreso de la República de Guatemala. Tiene la categoría de ley ordinaria y contiene preceptos generales aplicables a todos los municipios, e inclusive contiene legislación referente a la creación de los municipios.             |
| 4   | Ley de Servicio Municipal                          | Decreto 1-87 del Congreso de la República de Guatemala. Regula las relaciones entra la municipalidad y los servidores públicos en materia laboral. Tiene su base constitucional en el artículo 262 de la constitución que ordena la emisión de la misma. |
| 5   | Ley General de Descentralización                   | Decreto 14-2002 del Congreso de la República de Guatemala. Regula el deber constitucional del Estado, y por ende del municipio, de promover y aplicar la descentralización y desconcentración económica y administrativa.                                |

El gobierno de los municipios está a cargo de un Concejo Municipal mientras que el código municipal —ley ordinaria que contiene disposiciones que se aplican a todos los municipios— establece que «el concejo municipal es el órgano colegiado superior de deliberación y de decisión de los asuntos municipales […] y tiene su sede en la circunscripción de la cabecera municipal»; el artículo 33 del mencionado código establece que «[le] corresponde con exclusividad al concejo municipal el ejercicio del gobierno del municipio».
El concejo municipal se integra con el alcalde, los síndicos y concejales, electos directamente por sufragio universal y secreto para un período de cuatro años, pudiendo ser reelectos.
Existen también las Alcaldías Auxiliares, los Comités Comunitarios de Desarrollo (COCODE), el Comité Municipal del Desarrollo (COMUDE), las asociaciones culturales y las comisiones de trabajo. Los alcaldes auxiliares son elegidos por las comunidades de acuerdo a sus principios y tradiciones, y se reúnen con el alcalde municipal el primer domingo de cada mes, mientras que los Comités Comunitarios de Desarrollo y el Comité Municipal de Desarrollo organizan y facilitan la participación de las comunidades priorizando necesidades y problemas.

## Historia
No hay certeza sobre cuándo se fundó el poblado que ahora es la cabecera municipal de Morales. El sitio web  y la revista impresa Crónica Moralense (especialmente en los números 10, 11, 12, y 13) han investigado y publicado una serie de artículos sobre la fundación de Morales que se basan en documentos históricos, como los contratos de instalación de la vía férrea. Sobre la base de los documentos investigados, Otto René Velásquez Aguilar sostiene que la fecha de fundación de Morales es el 5 de diciembre de 1895; Crónica Moralense también ha demostrado que Morales no fue creada como aldea por el decreto gubernativo de fecha 5 de noviembre de 1890; ese decreto se refiere a la creación de El Estor como municipio. 

### Estación en Tenedores del Ferrocarril del Norte
1. Puerto Barrios
2. Tenedores
3. Los Amates
4. Gualán
5. El Rancho
6. Panajax

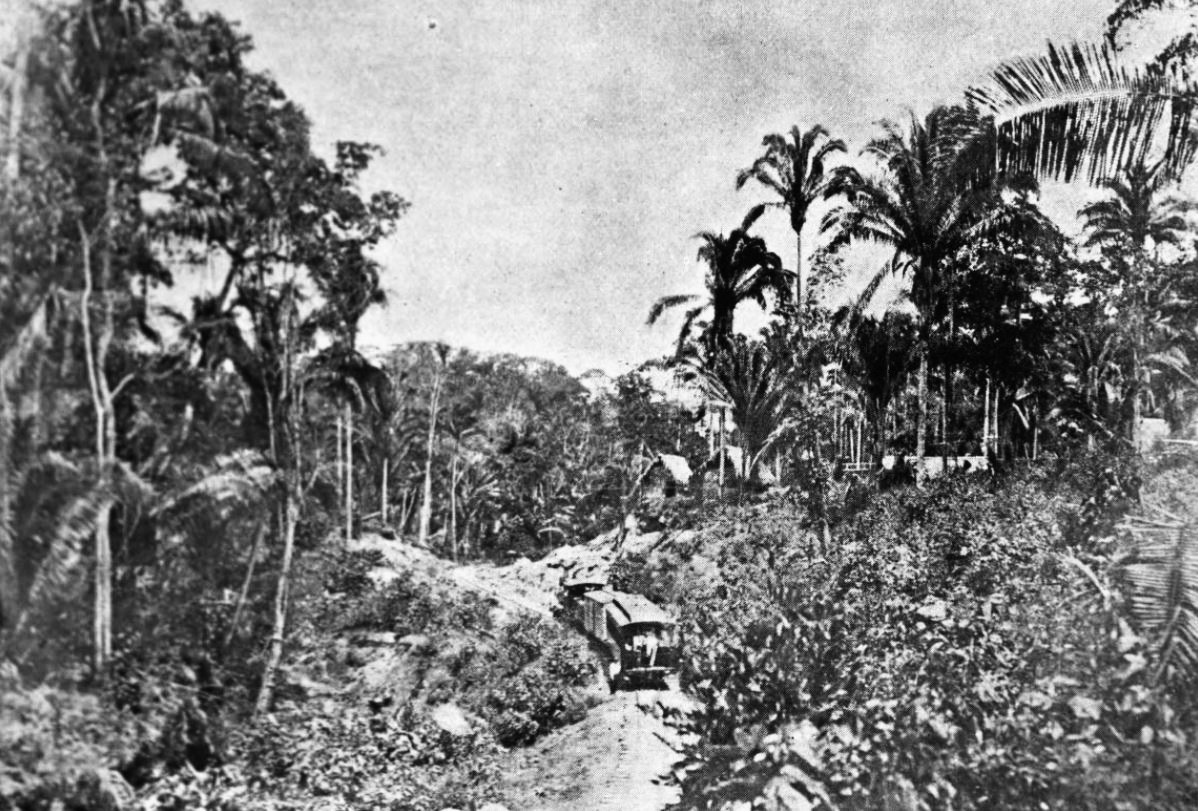
Tramo selvático del Ferrocarril del Norte a su paso por Izabal en 1896. Fotografía de La Ilustración Guatemalteca.

El 22 de noviembre de 1896 se inauguró el tramo de Zacapa a Puerto Barrios del Ferrocarril del Norte, considerado en ese momento un gran paso hacia las soluciones más urgentes de los problemas que afrontaba Guatemala.  El trazo abierto contaba con ciento y una millas, un poco más de la distancia total entre el puerto en el Atlántico y la Ciudad de Guatemala. Para entonces, el Norte de Guatemala era una región nueva, una fuente de riqueza no explorada y la construcción de la línea férrea prometía poder iniciar la explotación industrial y comercial de la región. La extensión total de la línea Puerto Barrios-Ciudad de Guatemala -por el derrotero de Panajax- era de ciento noventa y seis millas y nueve décimos, y se construyó en estas etapas: de Puerto Barrios a Tenedores —en lo que ahora es Morales—, dieciocho millas; de Tenedores a Los Amates, cuarenta millas y ocho décimos; de Los Amates a Gualán, veintiuna millas un décimo; de Zacapa a El Rancho, treinta y cuatro millas; del Rancho a Panajax, treinta millas; de Panajax a la Ciudad de Guatemala, en el punto de empalme con el Ferrocarril del centro, treinta y dos millas.
El 17 de noviembre de 1904 se le anexó la Aldea La Libertad.  Según relata el Diccionario Geográfico Nacional de Guatemala, en 1910 Morales era solo un pequeño conglomerado de ranchos de manaca construidos en medio de la selva y, su rutina solo era rota por los frecuentes incendios forestales causados por locomotoras a vapor. Es de mencionar que por gestiones de residentes en Morales, el 30 de agosto de 1910 el entonces presidente, licenciado Manuel Estrada Cabrera, cedió lotes de terrenos baldíos situados en lo que entonces podía considerarse el área de la aldea moralense.  Estos lotes tenían una extensión superficial de 12 caballerías,  48 manzanas y 3432 varas cuadradas.  Estas fincas quedaron registradas a favor de los moralenses como fincas rústicas, según números 4122 y 4123, folios 241 y 242 del tomo 48 de inscripciones del grupo norte, mismo que se encuentran en el juzgado municipal. 
El 24 de junio de 1920, el presidente Carlos Herrera emitieron el Acuerdo Gubernativo que creaba el municipio de Morales, departamento de Izabal, asignándole su respectiva jurisdicción.  Se observó entonces la necesidad de elegir autoridades municipales recayendo la designación como el primer Intendente Municipal al hondureño Teodoro Murillo, quien estaba radicado en Morales desde hacía muchos años.

### Relación con la United Fruit Company: Bananera

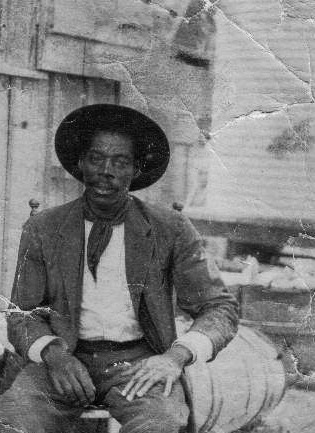
William James, inmigrante jamaicaino que trabajó como contratista de la United Fruit Company en la década de 1920.

En abril de 1920, cuando el Partido Unionista derrocó al presidente Manuel Estrada Cabrera, la United Fruit Company -quien había recibido una generosas concesión territorial de parte del derrocado presidente en Izabal- estaba en una situación difícil, enfrentando una huelga sin el recurso de que el dictador guatemalteco la reprimiera por ella, ya que este estaba luchando por su cuenta contra los unionistas.  Nuevos núcleos sindicales surgieron en las plantaciones bananeras de Morales y Los Amates, mientras que en Puerto Barrios el sindicato llegó a agrupar a más de doscientos cincuenta miembros. Como la huelga se reforzó y los Unionistas no ayudaban a la frutera en esta situación, la UFCO apoyó un golpe de Estado del general José María Orellana en 1921, quien rápidamente reprimió a los miembros de los sindicados y retornó la tranquilidad a las operaciones bananeras de la frutera en Izabal.
Según Acuerdos Gubernativos del 24 de abril y 4 de diciembre de 1924, el Gobierno de la República autorizó la extensión de escrituras de Propiedad sobre cada uno de los lotes poseídos por los vecinos moralenses de ese entonces. Las mismas fueron unificadas el 27 de abril de 1925, quedando dicha escritura registrada con el número 320, folio 155 del libro 2 de Izabal, con autorización del Juez de Primera Instancia del Departamento, con sede en Puerto Barrios.
Otro dato histórico a registrar es el Acuerdo Gubernativo del 27 de noviembre de 1928, cuando se estableció el Juzgado de Paz en nuestra cabecera municipal. Sin embargo dicho juzgado fue suprimido el 20 de marzo de 1930, por lo que las funciones del juez quedaron a cargo del Alcalde Municipal y otros altos empleados municipales.  Este sistema funcionó así hasta el 9 de octubre de 1970, con el acuerdo 96-70.
Es interesante el historial del edificio municipal, iniciado en 1930 cuando administraba el alcalde Presentación González García y gobernaba la Nación Lázaro Chacón. Esta obra fue terminada en 1932 cuando era intendente municipal José Leiva. 
La cabecera municipal de Morales está dividida en dos grandes sectores: Morales y Bananera.  Bananera surgió como sector poblacional alrededor de los años 20, cuando la United Fruit Company (UFCO) trasladó su centro operacional desde la aldea Virginia hasta lo que hoy se conoce como Bananera.  Ciertamente, el adelanto de la cabecera municipal de Morales arrancó realmente a partir de las instalaciones de la UFCO, aunque la construcción de las mismas fue muy difícil, debido al clima imperante en la región.  Las lluvias eran copiosas y diarias, formando el ambiente propicio para el desarrollo de enfermedades como el paludismo y la fiebre amarilla.  Se relata que fue por estas causas que en sus principios la UFCO contrató para Izabal, trabajadores de raza morena de países del Caribe.

### Franja Transversal del Norte
Tras la contrarrevolución de 1954, el gobierno guatemalteco creó el Consejo de Planificación Económica (CNPE) y empezó a utilizar estrategias de libre mercado, asesorado por el Banco Mundial y la Administración de Cooperación Internacional (ICA) del gobierno de los Estados Unidos.  El CNPE y la ICA creó la Dirección General de Asuntos Agrarios (DGAA) la cual se encargó de desmantelar y anular los efectos del Decreto 900 de Reforma Agragia del gobierno de Jacobo Árbenz Guzmán.  La DGAA se encargó de la faja geográfica que colindaba con el límite departamental de Petén y las fronteras de Belice, Honduras y México, y que con el tiempo se llamaría Franja Transversal del Norte (FTN).
| «Se declara de interés público y de urgencia nacional, el establecimiento de Zonas de Desarrollo Agrario en el área comprendida, dentro de los municipios: Santa Ana Huista, San Antonio Huista, Nentón, Jacaltenango, San Mateo Ixtatán, y Santa Cruz Barillas en Huehuetenango; Chajul y San Miguel Uspantán en El Quiché; Cobán, Chisec, San Pedro Carchá, Lanquín, Senahú, Cahabón y Chahal, en Alta Verapaz y la totalidad del departamento de Izabal.» —Decreto 60-70, artículo 1o. Gobierno de Carlos Arana Osorio |

La Franja Transversal del Norte fue creada oficialmente durante el gobierno del general Carlos Arana Osorio en 1970, mediante el Decreto 60-70 en el Congreso de la República, para el establecimiento de desarrollo agrario.

## En la literatura

### NovelaLos ojos de los enterrados, de Miguel Ángel Asturias
En su obra Los ojos de los enterrados, tercera y última entrega de la Trilogía bananera, el escritor y ganador del Premio Nobel de Literatura de 1967, Miguel Ángel Asturias plantea una teoría de por qué el general Jorge Ubico Castañeda renunció a la presidencia de Guatemala el 1 de julio de 1944. 
La novela relata una historia ficticia en la que dicha acción se debió a una huelga generalizada en las instalaciones de la UFCO, tanto en Bananera como en Tiquisate, seguida de un paro nacional y de protestas en la capital. Aunque los movimientos que precipitaron la renuncia de Ubico en la vida real se dieron principalmente en la Ciudad de Guatemala, la teoría de Asturias, si bien ficticia, resulta verosímil por los siguientes factores:
- Tras la caída del gobierno de Ponce Vaides en octubre de 1944, tanto la Junta Revolucionaria de Gobierno[c] como Juan José Arévalo, con su Código de Trabajo, y Jacobo Árbenz Guzmán[d] atacaron de frente los intereses de la UFCO y de sus compañías afiliadas, la IRCA y la Gran Flota Blanca.
- La «frutera» se encontraba de momento debilitada, ya que la Segunda Guerra Mundial no había terminado y la flota de aquella multinacional no estaba operando en su totalidad: algunos buques habían sido hundidos por submarinos alemanes, y otros eran utilizados para el traslado de pertrechos de guerra y tropas a los frentes.
- La política conocida como New Deal, del entonces presidente de Estados Unidos Franklin Roosevelt, no favorecía a las empresas multinacionales como la UFCO.[22]